# Hallands norra tingsrätt
Hallands norra tingsrätt var en tingsrätt i Sverige som har sitt säte i Kungsbacka. Domkretsen omfattade de kommuner som 1974 var samlade i Kungsbacka kommun. Tingsrätten med dess domkrets ingick i domkretsen för Hovrätten för Västra Sverige.

## Administrativ historik
Vid tingsrättsreformen 1971 bildades denna tingsrätt i Kungsbacka av häradsrätten för Hallands norra domsagas tingslag med en domsaga som utgjordes av de områden som 1974 blev Kungsbacka kommun och del av Varbergs kommun. 1972 uppgick Hallands norra tingsrätt i Varbergs tingsrätt.

## Lagmän
- 1971: Tage Frigell